# Künga Wangchug (sakya trizin)
Künga Wangchug (1418-1462) was van 1442 tot 1462 de negentiende sakya trizin, de hoogste geestelijk leider van de sakyatraditie in het Tibetaans boeddhisme.